# Гори Еримантос
Гори Еримантос (грец. Ερύμανθος, лат. Erymanthus) — неправильний масив вершин, з'єднаних хребтами, що врізаються в гори, розташовані на півночі Пелопоннесу, Греція. Ерімантос знаходиться на західній стороні. Його найвища вершина, Оленос або Олонос (Ωλενός або Ωλονός), Оленос оригінальний і бажаний, висота 2224 м (7297 футів), часто називається горою Ерімантус, і навпаки, гора Оленос може використовуватися для всього діапазону, хоча звичайне використання Ерімантос для діапазону та Оленос для піку.

## Інтернет-ресурси
- Greek Mountain Flora
- Mount Erymanthos on GTP Travel Pages
- Mount Erymanthos at oreivatein.gr
- Erymanthos at the Municipality of Fares' homepage[недоступне посилання з 01.02.2018] (гр.)